# SDF-4
El SDF-4 Liberator, en el mundo ficticio de Robotech, es la cuarta nave de la clase SDF de la Fuerzas Expedicionarias Robotech.

## Historia ficticia
En la serie original Robotech (1985), el SDF-4 conducía un asalto final para liberar a la Tierra de la ocupación Invid en el año 2044. Con la desaparición misteriosa del almirante Hunter a bordo del SDF-3, el oficial en jefe (el general Gunther Reinhardt) del SDF-4 ataca y retransmite desesperadamente las órdenes de que lancen los misiles Neutrón S en la Tierra cuando la misión parece perdida. Los misiles Neutrón S son lo suficientemente poderosos como para exterminar toda la vida en la superficie, incluyendo las tropas terrestres, haciendo de esta táctica de “tierra quemada” la más polémica de las guerras de Robotech.
Anticipando los misiles Neutrón-S, el Invid huyó de la Tierra y consolidó la totalidad de sus fuerzas vivientes en un estallido de energía que destruyó los misiles Neutrón S y una porción de la flota humana. Un número de naves (no, como algunos afirman, la flota entera) se desintegraron en el movimiento final del Invid. Si el SDF-4 también fue destruido, nunca se ve realmente y había estado previamente abierto a especulación.
Finalmente, en Robotech: The Shadow Chronicles (2006) se revela que sobrevivieron Reinhardt, el SDF-4 y la flota. Las porciones de la flota que fueron desintegradas durante el escape de la Regess eran los misiles mortales Neutrón S y las naves de guerra Invid que estaban en órbita, que fueron dejados detrás por el Invid durante su transformación a un plano más alto.